# ローレンス (バンド)
ローレンス（Lawrence）は、アメリカ合衆国のソウル音楽グループ。1994年生まれの兄クライド・ローレンス (Clyde Lawrence) と1997年生まれの妹グレイシー・ローレンスを中心に2012年に結成され、ニューヨークを本拠地とする。キャッチーすなわち楽しく分かりやすく人を引きつける音楽と評されている。
レイク・ストリート・ダイヴのコンサートの前座などで注目され、2024年5月にはローリング・ストーンズのコンサートの前座に抜擢された。

## メンバー
グループは3人の管楽器奏者を含む8人編成で、妹のグレイシーは歌、兄のクライドは歌と鍵盤楽器を担当し、他にギターはジョニー・コウ、ベースはマイケル・カルシ、ドラムスはサム・アスキン、トランペットはマーク・ランガー、アルトサクソフォーンはサムナー・ベッカー、テナーサクソフォーンはジョーダン・コーヘンが演奏し、ギタリストのジョニー・コウとベーシストのマイケル・カルシとテナーサクソフォーン奏者のジョーダン・コーヘンはバックボーカルを歌う。
バンド活動とは別にグレイシーは女優としてテレビ・ドラマに出演しているほか、ミュージカル『ジャスト・イン・タイム』にコニー・フランシス役で出演し、2025年開催第78回トニー賞ミュージカル助演女優賞で受賞は逃したものの候補5人のうちの一人に選ばれた。クライドは映画音楽の作曲もしている。クライドとグレイシーの父は脚本家・映画監督・映画製作者のマーク・ローレンスである。

## 作品
初アルバムは2016年発表の『Breakfast』（ブレックファスト）で、ソウル・ファンク・バンドであるソウライヴのギター奏者エリック・クラズノがプロデュースした。その後スタジオ録音アルバムは2018年の『Living Room』（リビング・ルーム）、2021年の『Hotel TV』（ホテル・ティーヴィー）、2024年の『Family Business』（ファミリー・ビジネス）があり、他にライブ録音アルバムがある。